# De Nymodiga Fruntimren
De Nymodiga Fruntimren, eller Sophias och Bélisindes Tankespel, eller enbart De Nymodiga Fruntimren, var en svensk tidskrift som utgavs i Stockholm 1773. Det var en så kallade fruntimmerstidskrift, något som under denna tid var på modet, och tillhör de mest bemärkta exemplen på en sådan i Sverige. 
Liksom övriga "fruntimmerstidskrifter" från denna tid behandlade "Brefwäxling" kvinnans ställning i samhället och behov av dess reformering. Ämnet behandlades i form av en brevväxling mellan två kvinnliga signaturer, Sophia och Belisinde, som diskuterade aktuella ämnen för kvinnor. Det centrala temat var att förbättra kvinnans rättigheter med hjälp av högre utbildning. Den kritiserade till exempel att flickor fick lära sig franska, vilket bara används för att läsa kärleksromaner, och i stället lära sig engelska, eftersom det språket användes för att läsa vetenskapliga ämnen som historia och geografi. Tidskriften utgavs i 16 nummer 1773. Dess utgivare är inte bekräftad men antas allmänt vara Catharina Ahlgren, som samma år hade utgett flera liknande tidskrifter och ändrat dess namn flera gånger.